# Жуанкум
Жуанкум (каз. Жуанқұм) — песчаный массив в северной части пустыни Кызылкум. Располагается на территории Кызылординской области Казахстана.
Песчаный массив вытянут с юго-запада на северо-восток на 80 км, ширина составляет 20 км. Площадь — 1,2 тыс. км².
Пески сложены древними аллювиальными отложениями. Поверхность возвышенно-бугристая, в понижениях встречаются небольшие озерца, пересыхающие летом. Подземные воды располагаются на глубине 5—20 м.
Растительность эфемеровая, однако местами также встречаются заросли саксаула. Территория используется как сезонное пастбище.